# Fañch Postic
Fañch Postic, à l’état civil François Postic, né le 24 février 1954 à Elliant (Finistère), est un ethnologue français, spécialisé dans la littérature orale et spécialiste de l'œuvre de François Cadic.

## Biographie
De 1981 à 1985, il a été intervenant culturel au sein des écomusées du parc naturel régional d'Armorique, et a mis en place le service éducatif de l'écomusée des Monts d'Arrée aux moulins de Kerouat en Commana.
En août 1985 il rejoint l'équipe du Chasse-marée à Douarnenez pour la création de la revue ArMen, dont il a été l'un des rédacteurs jusqu'en 1990.
En 1990, il entre comme ingénieur d'études au CNRS et enseigne à l'Université de Bretagne occidentale à Brest. 
Il est responsable du centre de recherche et de documentation sur la littérature orale, au manoir de Kernault à Mellac, qui dépend du centre de recherche bretonne et celtique (CRBC).
Ses champs de recherche portent sur la littérature orale, l'histoire des collectes et des collecteurs, le calendrier rural traditionnel.
Depuis 1997, il publie les œuvres complètes de l'abbé François Cadic (1864-1929) auquel il a consacré un mémoire de maîtrise en 1976. Il est l'initiateur d'un colloque sur François Cadic organisé à Pontivy en avril 2010.

## Publications
- 1990, Au service de l’école laïque : souvenirs de Madame Le Quellec, institutrice, [avec Anne Henry] Trégarvan, Association des Amis du Musée de l’école rurale.
- 1994, Kernault, Manoir breton, Mellac, Manoir de Kernault.
- 1996, Les Passeurs de Mémoire [avec D. Laurent et P. Prat], Mellac, Manoir de Kernault.
- 1998, Moi, Louis-Joseph Le Port, curé dans la France envahi (1914-1918), Rennes, Apogée (Collection Moi dirigée par Alain Croix).
- 1999, [dir.] La Bretagne et la littérature orale en Europe, Brest-Mellac, CRBC/CIRCTO.
- 2003, Quimperlé. Balades au fil de son histoire [avec Jean Jacques Gouriou et Alain Pennec], Amis de l’abbaye Sainte-Croix de Quimperlé.
- 2003, Deux siècles de musique bretonne. Matilin an Dall. Naissance d’un mythe. [avec Bernard de Parades. Patrick Malrieu. Christian Morvan], Association des Amis de Bernard de Parades, Quimper.
- 2007, Ces Quimperlois(es) qui ont fait l’histoire [avec Jean Jacques Gouriou et Alain Pennec], Amis de l’abbaye Sainte-Croix de Quimperlé/Société d’Histoire de Kemperle.
- 2009, Loti en Bretagne à Rosporden chez Mon frère Yves, Morlaix, Skol Vreizh, 2009, (collection Bleue, no 63)[3].
- 2009, [dir.], Bretagnes. Du cœur aux lèvres. Mélanges offerts à Donatien Laurent, Rennes, PUR[3].
- 2009, Oralités et cultures bretonnes, Rennes, PUR.
- 2011, [dir.] Paul Sébillot (1843-1918). Un républicain promoteur des traditions populaires. Actes du colloque de Fougères, 9-11 octobre 2008, Brest, CRBC-UBO; Paris, Laboratoire d'Anthropologie et d'Histoire de l'Institution de la Culture ; Parcé, Association La Granjagoul - Maison du Patrimoine Oral en Haute-Bretagne.
- 2013, Forêts et villes englouties, dans La Bretagne et la mer, Encyclopédie de la Bretagne, Rennes.
- 2018, Les pardons des oiseaux et F. Cadic et la paroisse bretonne de Paris, dans Églises, Religion, Croyances du Moyen-Age à nos jours, Encyclopédie de la Bretagne.

### Travaux sur François Cadic
- Fañch Postic, « La Paroisse Bretonne de Paris : l'œuvre de l'abbé Cadic », ArMen, no 103,‎ mai 1999
- François Cadic, Chansons populaires de Bretagne : publiées dans La Paroisse Bretonne de Paris (1899-1929), Rennes/Brest, Presses universitaires de Rennes, Dastum et Centre de recherche bretonne et celtique, coll. « Patrimoine oral de Bretagne », mai 2010, 635 p. (ISBN 978-2-7535-1141-5, présentation en ligne)Textes rassemblés par Fañch Postic
- Collectif (sous la dir. de Fañch Postic), François Cadic (1864-1929) : un collecteur vannetais, « recteur » des Bretons de Paris (actes du colloque de Pontivy des 8 et 9 avril 2010), Brest/Vannes/Rennes, Brest, CRBC, Vannes, Archives départementales du Morbihan et Rennes, Dastum, mars 2012, 232 p. (ISBN 978-2-901737-91-9, présentation en ligne)

Direction de l'édition des œuvres de François Cadic par les Presses universitaires de Rennes et les Éditions Terre de Brume
- François Cadic, Contes et légendes de Bretagne : Les Contes populaires (textes réunis et présentés par Fañch Postic), t. 1, Rennes, Presses universitaires de Rennes et Dinan, Terre de Brume, 1997, 352 p. (ISBN 2-84362-006-6, présentation en ligne)Contient un texte de Fañch Postic : La vie et l'œuvre de l'abbé François Cadic, 54 p.
- François Cadic, Contes et légendes de Bretagne : Les Contes populaires (textes réunis et présentés par Fañch Postic), t. 2, Rennes, Presses universitaires de Rennes et Dinan, Terre de Brume, 1998, 336 p. (ISBN 2-84362-020-1, présentation en ligne)
- François Cadic, Contes et légendes de Bretagne : Les Contes populaires (textes réunis et présentés par Fañch Postic), t. 3, Rennes, Presses universitaires de Rennes et Dinan, Terre de Brume, 1999, 308 p. (ISBN 2-84362-038-4, présentation en ligne)
- François Cadic, Contes et légendes de Bretagne : Les Récits légendaires (textes réunis et présentés par Fañch Postic), t. 1, Rennes, Presses universitaires de Rennes et Dinan, Terre de Brume, 2000, 400 p. (ISBN 2-84362-071-6, présentation en ligne)
- François Cadic, Contes et légendes de Bretagne : Les Récits légendaires (textes réunis et présentés par Fañch Postic), t. 2, Rennes, Presses universitaires de Rennes et Dinan, Terre de Brume, 2001, 424 p. (ISBN 2-84362-108-9, présentation en ligne)
- François Cadic, Çà et là à travers la Bretagne : Traditions populaires (textes réunis et présentés par Fañch Postic), Rennes, Rennes, Presses universitaires de Rennes et Dinan, Terre de Brume, 2002, 432 p. (ISBN 2-84362-137-2, présentation en ligne)
- François Cadic, Histoire populaire de la chouannerie : Traditions populaires (textes réunis et présentés par Fañch Postic), t. 1, Rennes, Rennes, Presses universitaires de Rennes et Dinan, Terre de Brume, 2003, 608 p. (ISBN 2-84362-206-9, présentation en ligne)
- François Cadic, Histoire populaire de la chouannerie : Traditions populaires (textes réunis et présentés par Fañch Postic), t. 2, Rennes, Rennes, Presses universitaires de Rennes et Dinan, Terre de Brume, 2003, 608 p. (ISBN 2-84362-207-7, présentation en ligne)

### Sources
- « La revue ArMen », sur ina.fr, Institut national de l'audiovisuel, 9 mai 2004 (consulté le 15 octobre 2012)
- « Fanch Postic présente deux ouvrages », Le Télégramme,‎ 9 décembre 2009 (lire en ligne)